# Bernhard Spinola
Werner Bernhard Ferdinand Spinola (* 13. Februar 1836 in Berlin; † 2. Dezember 1900 ebenda) war ein deutscher Jurist und langjähriger Verwaltungsdirektor der Charité.

## Leben
Spinola wurde als Sohn von Werner Theodor Joseph Spinola, Doktor der Philosophie und Lehrer an der Königlichen Chirurgenschule, und Wilhelmine Luise Alexandrine Saland geboren. Er studierte Jura in Berlin und Heidelberg und legte 1857 das erste Staatsexamen ab. Von 1863 bis 1867 war er juristischer Hilfsarbeiter bei der Oberstaatsanwaltschaft am Kammergericht Berlin und von 1867 bis 1872 Staatsanwalt beim Kreis- und Schwurgericht Kiel. 1872 wurde er Erster Staatsanwalt am Berliner Kammergericht. Im Jahre 1873 wurde er Verwaltungsdirektor der Charité und hatte diese Position bis 1900 inne. Zudem war Spinola Mitglied der Nationalliberalen Partei und saß in der Berliner Stadtverordnetenversammlung.
1898 wurde anlässlich des 25-jährigen Dienstjubiläums eine Büste bei Martin Wolff in Auftrag gegeben. Sie stand zunächst im Hof der alten Charité, seit deren Abriss steht sie vor der Chirurgischen Klinik.
Aus Spinolas Ehe mit Elise Charlotte, geb. Bendix (1846–1926), gingen sein Sohn Adolf (1870–1916), seine Tochter Fanny Wilhelmine Charlotte (* 1875; † 1875) und seine Tochter Else Bernhardine (1876–1936) hervor. Letztere heiratete den Immunologen Emil von Behring.